# Österrikes Grand Prix 1981
Österrikes Grand Prix 1981 var det elfte av 15 lopp ingående i formel 1-VM 1981. 

## Resultat
1. Jacques Laffite, Ligier-Matra, 9 poäng
2. René Arnoux, Renault, 6
3. Nelson Piquet, Brabham-Ford, 4
4. Alan Jones, Williams-Ford, 3
5. Carlos Reutemann, Williams-Ford, 2
6. John Watson, McLaren-Ford, 1
7. Elio de Angelis, Lotus-Ford
8. Andrea de Cesaris, McLaren-Ford
9. Didier Pironi, Ferrari
10. Jean-Pierre Jarier, Osella-Ford
11. Derek Daly, March-Ford

### Förare som bröt loppet
- Mario Andretti, Alfa Romeo (varv 46, motor)
- Tommy Borgudd, ATS-Ford (44, bromsar)
- Riccardo Patrese, Arrows-Ford (43, motor)
- Eliseo Salazar, Ensign-Ford (43, oljetryck)
- Michele Alboreto, Tyrrell-Ford (40, växellåda)
- Bruno Giacomelli, Alfa Romeo (35, brand)
- Hector Rebaque, Brabham-Ford (32, koppling)
- Siegfried Stohr, Arrows-Ford (27, överhettning)
- Alain Prost, Renault (26, upphängning)
- Patrick Tambay, Ligier-Matra (26, motor)
- Nigel Mansell, Lotus-Ford (23, motor)
- Gilles Villeneuve, Ferrari (11, olycka)
- Marc Surer, Theodore-Ford (0, fördelare)

### Förare som ej kvalificerade sig
- Eddie Cheever, Tyrrell-Ford
- Derek Warwick, Toleman-Hart
- Brian Henton, Toleman-Hart
- Beppe Gabbiani, Osella-Ford

## VM-ställning
| Förarmästerskapet 1. Carlos Reutemann, Williams-Ford, 45 2. Nelson Piquet, Brabham-Ford, 39 3. Jacques Laffite, Ligier-Matra, 34 | Konstruktörsmästerskapet 1. Williams-Ford, 72 2. Brabham-Ford, 47 3. Ligier-Matra, 34 |